# Porky Pig
Porky Pig (conocido en español como Puerco Porky, Cerdo Porky, o Cerdito Porky) es un personaje de dibujos animados creado por los estudios Warner Bros. Aparece en las series Looney Tunes y Merrie Melodies y suele aparecer al final de los cortos diciendo —traducido tanto en el doblaje latinoamericano como español— «¡¡Eso es to... eso es to... e-eeesto es todo amigos!!» (en inglés, Th-th-that's all folks). Se caracteriza por ser un cerdito tranquilo y tímido que suele tartamudear al hablar. 
Porky es una caricatura que representa a un cerdo tartamudo y algo indeciso. Si bien apareció solo como personaje secundario, fue ganando popularidad rápidamente, siendo el protagonista en varios otros cortometrajes. Sin embargo se hizo más famoso y popular siendo coprotagonista con otros personajes, en particular con el Pato Lucas (Daffy Duck originalmente en inglés). Por ejemplo Porky tiene el papel del cadete a las órdenes del inepto Duck Dodgers, que es interpretado por Lucas. El contraste de la personalidad de ambos personajes se asemeja al que tenían Stan Laurel y Oliver Hardy en El Gordo y el Flaco.
Ocasionalmente lo acompañaba el Gato Silvestre, que en este caso hacía el papel de un gato cobarde, que actuaba como mascota de un ingenuo y despreocupado Porky. 
Porky también tuvo sus propios programas eventualmente, como The Porky Show a mediados de la década de 1980. En Tiny Toons apareció un personaje llamado Hampton, un joven cerdo obsesionado por la limpieza y siempre acompañado por un pato llamado Plucky, siendo ambos considerados una especie de "versión juvenil" de Porky y el Pato Lucas.

## Primeras películas
Porky debutó en el cortometraje I Haven't Got a Hat ("No tengo sombrero") (estrenado el 2 de marzo de 1935), dirigido por Friz Freleng. El líder del estudio, Leon Schlesinger, le sugirió a Freleng hacer una versión de dibujos animados de las populares películas de Nuestra Pandilla (en inglés, Our Gang). Porky solo tiene un papel secundario en la película, pero la tartamudez del cerdito se convirtió rápidamente en una causa de su popularidad. El nombre de Porky the Pig surgió a partir de dos hermanos que fueron compañeros de la infancia de Freleng, apodados "Porky" y "Piggy". 
Desde que Hugh Harman y Rudolf Ising abandonaron el estudio Warner Bros en 1933, llevándose del estudio con ellos a la caricatura estrella Bosko, los Looney Tunes se habían mantenido a flote con los dibujos animados de the bland Buddy (anodino Buddy). La introducción de Porky en Buddy abrió la puerta y marcó el punto a lo que vendría después. Tex Avery fue contratado para el estudio en 1935, y su película Gold Diggers of '49 reutilizó gran parte del elenco de I Haven't Got a Hat, aunque otorgándoles funciones diferentes y disparatadas. En la película de Tex Avery, Porky se lleva la mayoría de las risas en su transición de un tímido niño a un adulto inmensamente gordo, aunque aún se encontraba en un papel de apoyo. Los directores de animación se dieron cuenta de que tenían una estrella entre manos.
Porky es tartamudo porque Joe Dougherty, el actor que originalmente le dio voz, no podía controlar su tartamudeo, por lo que los costos de producción eran muy altos y su grabación tomaba horas. El versátil Mel Blanc ganó la audición para el personaje en 1937, continuó el tartamudeo y lo aprovechó para producir un efecto cómico más preciso (como un escollo para sustituir una palabra más sencilla de otra más larga, ya sin dificultad). Esto es parodiado en el corto "Un conejo de Connecticut en la corte del Rey Arturo" (A Connecticut Rabbit in King Arthur's Court) donde Bugs Bunny lucha por pronunciar la palabra "puerco espín", que pronuncia Porky sin problemas.
Porky's Duck Hunt ("La casa de patos de Porky") se estrenó en 1937, y Blanc se convirtió oficialmente en la voz de Porky hasta su muerte en 1989. En entrevistas posteriores, Mel Blanc a menudo afirmaba que la intención de Porky al tartamudear era indicar los gruñidos de un cerdo real (aunque los demás cerdos de dibujos animados no tenían el grave problema de la tartamudez). Aquí debuta una estrella de los Looney Tunes, el Pato Lucas.

## Primeros años
Porky protagonizó decenas de películas a finales de los años treinta. Sin embargo, los escritores aún no tenían una idea del personaje. Estas variaban a Porky en apariencia, edad y personalidad. Varias caricaturas muestran a Porky como un niño con padres, el padre se llamaba Phineas junto a una mamá anónima en Porky the Rainmaker, Porky and Teabiscuit, Agencia de héroes de Wholly Smoke y Porky's. Bob Clampett finalmente diseñó a Porky en 1931 haciéndolo un adulto y es diseñado más lindo, más delgado, más inteligente y finalmente menos tartamudo.
Porky apareció como un antagonista, generalmente el rival del Pato Lucas en Porky's Duck Hunt, Porky's Hare Hunt, My Favorite Duck, A Corny Concerto, Duck Sup to Nuts, Daffy Doodles, Daffy Duck Hunt, Boobs in the Woods, Thumb Fun y Cracked Quack.

## Como un compañero
Los años de Porky duraron poco debido a que el Pato Lucas lo superó ampliamente en su debut. Debido a eso, aparece como un compañero del Pato Lucas, a menudo apareciendo junto a él en cortometrajes y programas de televisión, así como Lucas se cansa de jugar el segundo rol de Bugs Bunny, aunque Porky fue un leal compañero de Lucas. También es el malhumorado e ingenuo dueño de Silvestre, sin darse cuenta de que el gato constantemente lo salva de ratones homicidas, extraterrestres y otras razas.

## En películas
Porky apareció al final de ¿Quién engañó a Roger Rabbit? con el deber de cerrar la película diciendo la frase "¡Esto es todo amigos!". Fue la última vez en que fue interpretado su voz por Mel Blanc.
Porky aparece en Space Jam, reunido con Bugs Bunny, el Pato Lucas, Elmer Gruñón y el gato Silvestre para enfrentarse a los Nerdlucks. Después trata de obtener un autógrafo de Michael Jordan cuando la estrella es reclutada para unirse al equipo y jugar con el Tune Squad en el partido de Baloncesto. Tras los créditos finales, Porky intenta terminar la película con su frase "¡Eso es todo amigos!", pero es detenido por los esfuerzos combinados de Bugs Bunny, el Pato Lucas y los Nerdlucks.
También apareció brevemente en Looney Tunes: De nuevo en acción con Speedy Gonzales, juntos lamentando su estado políticamente incorrecto. Al final de la película, Porky intenta decir su frase "¡Eso es todo amigos!", pero tartamudea tanto que alrededor las luces se apagan cuando el estudio se cierra por la noche antes de terminar de hablar, por lo que simplemente dice: "¡Mejor vayan a casa!". También apareció en Looney Tunes: Rabbits Run.
Porky aparece en la película Space Jam: A New Legacy como parte del equipo de Tune Squad que ayuda a LeBron James en su partido de baloncesto contra al Goon Squad. Él es encontrado por Bugs y LeBron en el Universo DC. Al igual que el resto de los Looney Tunes, aparece con aspecto tanto en animación tradicional como en animación por ordenador.

## En televisión
Protagonizó Porky Pig Show y Porky Pig and Friends. Ambos programas estaban formados por cortos teatrales.
En Tiny Toon Adventures él es uno de los profesores de la Loonyversidad. Al igual que el resto de alumnos basados en otros Looney Tunes, uno los personajes principales, Hamton J. Pig, está basado Porky.
En Baby Looney Tunes Porky aparece en forma de bebé. Aunque solamente tiene apariciones en los segmentos de canciones.
En Loonatics Unleashed aparece se descendiente, Pinkster Pig. Fue un viejo amigo del Pato Peligro (descendiente del Pato Lucas) pero pronto se volvió un villano cuando fue adoptado por Stoney y Bugsy (descendientes de Rocky y Mugsy).
En Duck Dodgers, al igual que en los cortometrajes del Pato Lucas en la que se basó, Porky aparece bajo el nombre de "Joven Cadete Espacial" como el compañero de Duck Dodgers, a menudo ayudándolo a terminar sus misiones.
En The Looney Tunes Show aparece siendo amigo de Bugs Bunny y el Pato Lucas. También se comenta que en sus años de secundaria, fue un deportista que intimidó a Lucas.
En New Looney Tunes aparece como un personaje recurrente. Aquí se ve más gordo como en la década de 1930. Porky a menudo aparece junto al Pato Lucas tratando de capturarlo pero Lucas huye y se burla del cerdo, aunque en ocasiones Porky se acerca a Lucas. Porky fue mencionado por primera vez en "Dust Bugster", donde le contó a Bugs acerca de una serie de televisión cuyo nombre no se mencionó, lo que le llevó a Bugs a verlo.

## Actores de voz

### Estados Unidos
- Joe Dougherty (1935 - 1937)
- Mel Blanc (1937 - 1989)
- Noel Blanc (1989 - 1990)
- Bob Bergen (voz actual desde 1990)
- Greg Burson (Tiny Toon Adventures, 1 capítulo)
- Jeff Bergman (Bugs Bunny's Overtures to Disaster)

### Latinoamérica
Para Latinoamérica, Porky ha tenido diferentes actores de voces, siendo José María Iglesias el primero en interpretarlo. Actualmente Ernesto Lezama interpreta a Porky Pig en todas sus apariciones incluyendo películas y series animadas como Space Jam, Looney Tunes: Back in Action, y Duck Dodgers.
- Quintín Bulnes (1961-1963) (The Bugs Bunny Show).
- Juan José Hurtado (1964-1965) (The Porky Pig Show).
- José María Iglesias (1969)
- Jorge Arvizu (1969, algunos cortos)
- Francisco Colmenero (1977-1996).
- Ernesto Lezama (1996-2020).
- Rick Loera (2021-presente).

### España
En el doblaje español de 1999 la voz de Porky fue interpretada por Alberto Mieza.

## Películas originales donde Porky aparece
| Nombre                              | Tipo de aparición                                      |
| ----------------------------------- | ------------------------------------------------------ |
| I Haven't Got a Hat                 | Personaje                                              |
| Hollywood Caspers                   | Personaje                                              |
| Country Mouse                       | Personaje                                              |
| Hollywood Capers                    | Personaje                                              |
| Country Mouse (cameo)               | Personaje                                              |
| Gold Diggers of '49                 | Personaje                                              |
| Plane Dippy                         | Personaje                                              |
| Alpine Antics                       | Personaje                                              |
| The Phantom Ship                    | Personaje                                              |
| Boom Boom                           | Personaje                                              |
| The Blow Out                        | Personaje                                              |
| Westward Whoa*Fish Tales            | Personaje                                              |
| Shanghaied Shipmates                | Personaje                                              |
| Porky's Pet                         | Personaje                                              |
| Porky the Rainmaker                 | Personaje                                              |
| Porky's Poultry Plant               | Personaje                                              |
| Porky's Moving Day                  | Personaje                                              |
| Milk and Money                      | Personaje                                              |
| Little Beau Porky                   | Personaje                                              |
| The Village Smithy                  | Personaje                                              |
| Porky in the North Woods            | Personaje                                              |
| Boulevardier from the Bronx (cameo) | Personaje                                              |
| Porky the Wrestler                  | Personaje                                              |
| Porky's Road Race                   | Personaje                                              |
| Picador Porky                       | Personaje                                              |
| Porky's Romance                     | Personaje                                              |
| Porky's Duck Hunt                   | Personaje                                              |
| Porky and Gabby                     | Personaje                                              |
| Porky's Building                    | Personaje                                              |
| Porky's Super Service               | Personaje                                              |
| Porky's Badtime Story               | Personaje                                              |
| Porky's Railroad                    | Personaje                                              |
| Get Rich Quick Porky                | Personaje                                              |
| Porky's Garden                      | Personaje                                              |
| Rover's Rival                       | Personaje                                              |
| The Case of the Stuttering Pig      | Personaje                                              |
| Porky's Double Trouble              | Personaje                                              |
| Porky's Hero Agency                 | Personaje                                              |
| Porky's Poppa                       | Personaje                                              |
| Porky at the Crocadero              | Personaje                                              |
| What Price Porky                    | Personaje                                              |
| Porky's Phoney Express              | Personaje                                              |
| Porky's Five and Ten                | Personaje                                              |
| Porky's Hare Hunt                   | Personaje                                              |
| Injun Trouble                       | Personaje                                              |
| Porky the Fireman                   | Personaje                                              |
| Porky's Party                       | Personaje                                              |
| Porky's Spring Planting             | Personaje                                              |
| Porky & Daffy                       | Personaje                                              |
| Wholly Smoke                        | Personaje                                              |
| Porky in Wackyland                  | Personaje                                              |
| Porky's Naughty Nephew              | Personaje                                              |
| Porky in Egypt                      | Personaje                                              |
| The Daffy Doc                       | Personaje                                              |
| Porky the Gob                       | Personaje                                              |
| The Lone Stranger and Porky         | Personaje                                              |
| It's an Ill Wind                    | Personaje                                              |
| Porky's Tire Trouble                | Personaje                                              |
| Porky's Movie Mystery               | Personaje                                              |
| Chicken Jitters                     | Personaje                                              |
| Porky and Teabiscuit                | Personaje                                              |
| Kristopher Kolumbus Jr.             | Personaje                                              |
| Polar Pals                          | Personaje                                              |
| Scalp Trouble                       | Personaje                                              |
| Old Glory                           | Personaje                                              |
| Wise Quacks                         | Personaje                                              |
| Hare-um Scare-um                    | Cameo en un póster de "Looney Tunes y Merrie Melodies" |
| Porky's Hotel                       | Personaje                                              |
| Jeepers Creepers                    | Personaje                                              |
| Naughty Neighbors                   | Personaje                                              |
| Pied Piper Porky                    | Personaje                                              |
| Porky the Giant Killer              | Personaje                                              |
| The Film Fan                        | Personaje                                              |
| Porky's Last Stand                  | Personaje                                              |
| Africa Squeaks                      | Personaje                                              |
| Ali-Baba Bound                      | Personaje                                              |
| Pilgrim Porky                       | Personaje                                              |
| Slap Happy Pappy                    | Personaje                                              |
| Porky's Poor Fish                   | Personaje                                              |
| You Ought to Be in Pictures         | Personaje                                              |
| The Chewin' Bruin                   | Personaje                                              |
| Porky's Baseball Broadcast          | Personaje                                              |
| Patient Porky                       | Personaje                                              |
| Calling Dr. Porky                   | Personaje                                              |
| Prehistoric Porky                   | Personaje                                              |
| The Sour Puss                       | Personaje                                              |
| Porky's Hired Hand                  | Personaje                                              |
| The Timid Toreador                  | Personaje                                              |
| Porky's Snooze Reel                 | Personaje                                              |
| Porky's Bear Facts                  | Personaje                                              |
| Porky's Preview                     | Personaje                                              |
| Porky's Ant                         | Personaje                                              |
| A Coy Decoy                         | Personaje                                              |
| Porky's Prize Pony                  | Personaje                                              |
| We, The Animals - Squeak!           | Personaje                                              |
| The Henpecked Duck                  | Personaje                                              |
| Notes to You                        | Personaje                                              |
| Robinson Crusoe Jr.                 | Personaje                                              |
| Porky's Midnight Matinee            | Personaje                                              |
| Porky's Pooch                       | Personaje                                              |
| Porky's Pastry Pirates              | Personaje                                              |
| Who's Who in the Zoo                | Personaje                                              |
| Porky's Cafe                        | Personaje                                              |
| My Favorite Duck                    | Personaje                                              |
| Any Bonds Today?                    | Personaje                                              |
| Confusions of a Nutzy Spy           | Personaje                                              |
| Yankee Doodle Daffy                 | Personaje                                              |
| Porky Pig's Feat                    | Personaje                                              |
| A Corny Concerto                    | Personaje                                              |
| Tom Turk and Daffy                  | Personaje                                              |
| Tick Tock Tuckered                  | Personaje                                              |
| Swooner Crooner                     | Personaje                                              |
| Duck Soup to Nuts                   | Personaje                                              |
| Slightly Daffy                      | Personaje                                              |
| Brother Brat                        | Personaje                                              |
| Trap Happy Porky                    | Personaje                                              |
| Wagon Heels                         | Personaje                                              |
| Baby Bottleneck                     | Personaje                                              |
| Daffy Doodles                       | Personaje                                              |
| Kitty Kornered                      | Personaje                                              |
| The Great Piggy Bank Robbery        | Cameo                                                  |
| Mouse Menace                        | Personaje                                              |
| One Meat Brawl                      | Personaje                                              |
| Little Orphan Airedale              | Personaje                                              |
| Daffy Duck Slept Here               | Personaje                                              |
| Nothing But The Tooth               | Personaje                                              |
| The Pest That Came to Dinner        | Personaje                                              |
| Riff Raffy Daffy                    | Personaje                                              |
| Scaredy Cat                         | Personaje                                              |
| Awful Orphan                        | Personaje                                              |
| Porky Chops                         | Personaje                                              |
| Paying the Piper                    | Personaje                                              |
| Daffy Duck Hunt                     | Personaje                                              |
| Curtain Razor                       | Personaje                                              |
| Often an Orphan                     | Personaje                                              |
| Dough for the Do-Do                 | Personaje                                              |
| Bye, Bye Bluebeard                  | Personaje                                              |
| Boobs in the Woods                  | Personaje                                              |
| The Scarlet Pumpernickel            | Personaje                                              |
| An Egg Scramble                     | Personaje                                              |
| Golden Yeggs                        | Personaje                                              |
| The Ducksters                       | Personaje                                              |
| Dog Collared                        | Personaje                                              |
| The Wearing of the Grin             | Personaje                                              |
| Drip-Along Daffy                    | Personaje                                              |
| The Prize Pest                      | Personaje                                              |
| Thumb Fun                           | Personaje                                              |
| Cracked Quack                       | Personaje                                              |
| Fool Coverage                       | Personaje                                              |
| Duck Dodgers in the 24½th Century   | Personaje                                              |
| Claws for Alarm                     | Personaje                                              |
| My Little Duckaroo                  | Personaje                                              |
| Jumpin' Jupiter                     | Personaje                                              |
| Dime to Retire                      | Personaje                                              |
| Rocket Squad                        | Personaje                                              |
| Deduce, You Say                     | Personaje                                              |
| Boston Quackie                      | Personaje                                              |
| Robin Hood Daffy                    | Personaje                                              |
| China Jones                         | Personaje                                              |
| Daffy's Inn Trouble                 | Personaje                                              |
| Dumb Patrol                         | Cameo                                                  |
| Corn on the Cop                     | Personaje                                              |
| Mucho Locos                         | Montaje                                                |